# Tanja Baumann
Tanja Baumann (* 25. April 1992) ist eine deutsche Fußballspielerin, die zuletzt bis 2015 beim BV Cloppenburg unter Vertrag stand.

## Karriere
Baumann begann ihre Karriere im Jahr 2008 beim Zweitligisten SV Victoria Gersten, für den sie in zwei Spielzeiten auf 33 Ligaeinsätze kam, zumeist als Einwechselspielerin. Zur Saison 2010/11 wechselte sie zum Ligakonkurrenten BV Cloppenburg, bei dem sie auf Anhieb zur Stammspielerin wurde und in den folgenden drei Spielzeiten keine einzige Partie verpasste. Zudem gelang Cloppenburg am Ende der Saison 2012/13 der Aufstieg in die Frauen-Bundesliga, wo Baumann am 16. März 2014 gegen Bayer 04 Leverkusen zu ihrem ersten Einsatz in der höchsten deutschen Spielklasse kam. Zur Saison 2020/21 übernahm sie das Traineramt bei der in der Kreisliga C spielenden Männermannschaft des Bochumer Vereins CSG Westpark.

## Erfolge
- 2013: Aufstieg in die Frauen-Bundesliga mit dem BV Cloppenburg